# 조차지
조차지(租借地, Leased territory)는 어떤 나라가 다른 나라에서 일시적으로 빌린 영토의 일부를 가리킨다.

## 용어
- 조차(租借) : 다른 나라에서 일시적으로 영토의 일부를 빌리는 일.

- 조차지(租借地) : 다른 나라에서 일시적으로 빌린 영토의 일부.
- 조차국(租借國) : 다른 나라에서 일시적으로 영토의 일부를 빌리는 나라.

- 조대지(租貸地) : 다른 나라에게 일시적으로 빌려준 자국 영토의 일부.
- 조대국(租貸國) : 다른 나라에게 일시적으로 영토의 일부를 빌려주는 나라.

## 조차와 할양
- 조차국이 조차지에 대하여 갖는 권리는 조차에 관한 각 조약에 따라 조차국이 입법·행정·사법 전반에 걸친 통치권을 전부 또는 일부 행사할 수 있지만, 할양은 할양 받은 순간부터 모든 통치권을 행사할 수 있다. 그러나 대부분 조차 계약은 모든 통치권을 인정한다.
- 조차는 그 기간이 정해져 있고, 할양은 대개 영구하다. 그런데 조차 기간이 대개 99년이므로 조차를 “가장된 할양”이라 부르며, 이때 할양은 “영구 할양”이라 이른다.
- 조차국은 조대국의 동의가 없으면 조차지의 지위를 변경할 수 없다. 이에 따라 조차국은 조차지를 제3국에 넘겨줄 수 없다. 그러나 할양 받은 영토는 마음대로 제3국에 다시 할양할 수 있다.
- 조차 기간이 만료하거나 그 이전이라도 조차국이 포기하면 조대국은 모든 권리를 회복한다. 그러나 할양 받은 영토를 포기하면 그 영토는 무주지가 된다.

## 같이 보기
- 조계
- 할양